# Kjell Torbiörn
Kjell Magnus Torbiörn, född 1947 i Stockholm, är en svensk trubadur.
Torbiörn tillhörde 1960-talets svenska visvåg och framträdde på Vispråmen Storken i Stockholm. Han utgav singeln Glassen/Nynnande den blues du alltid sjöng (Europafilm 1966) och musikalbumen Nära (Elektra Records 1970), vilket nominerades till en Grammis för årets visproduktion 1971, och Uppbrott (Polydor 1972). Han övergick därefter till en karriär vid Europarådet i Strasbourg, men medverkade på Visfestivalen i Västervik 1974. Han har även utgivit thrillern Kodnamn Kopernikus (1991) och Destination Europe: the political and economic growth of a continent (2003, på svenska Destination Europa: en kontinents politiska och ekonomiska utveckling, 2005).